# 乞伏紇干
乞伏紇干（?—?），乞伏部首任可汗，稱號託鐸莫何。
鮮卑乞伏部首領乞伏如弗帶領斯引、出连、叱卢三部，从漠北南出大阴山，在路上遇一巨虫，形状像神龟，大得像陵阜，鮮卑杀马而祭，祝词为：“若善神也，便开路；恶神也，遂塞不通。”一会巨虫不见了，在那里有一小孩。当时，有乞伏部有个没有儿子的老者，请养他为子，大家同意了。老者给他起名纥干（汉语为依倚的意思）。纥干十岁，骁勇善骑射，弯弓五百斤。四部推举他为统主，号为乞伏可汗讬铎莫何。讬铎者，是非神非人的称号。